# Xã Grant, Quận Grand Traverse, Michigan
Xã Grant (tiếng Anh: Grant Township) là một xã thuộc quận Grand Traverse, tiểu bang Michigan, Hoa Kỳ. Năm 2010, dân số của xã này là 1.066 người.